# Lilla göl (Södra Sandsjö socken, Småland)
Lilla göl är en sjö i Tingsryds kommun i Småland och ingår i Ronnebyåns huvudavrinningsområde.